# Gyppo logger

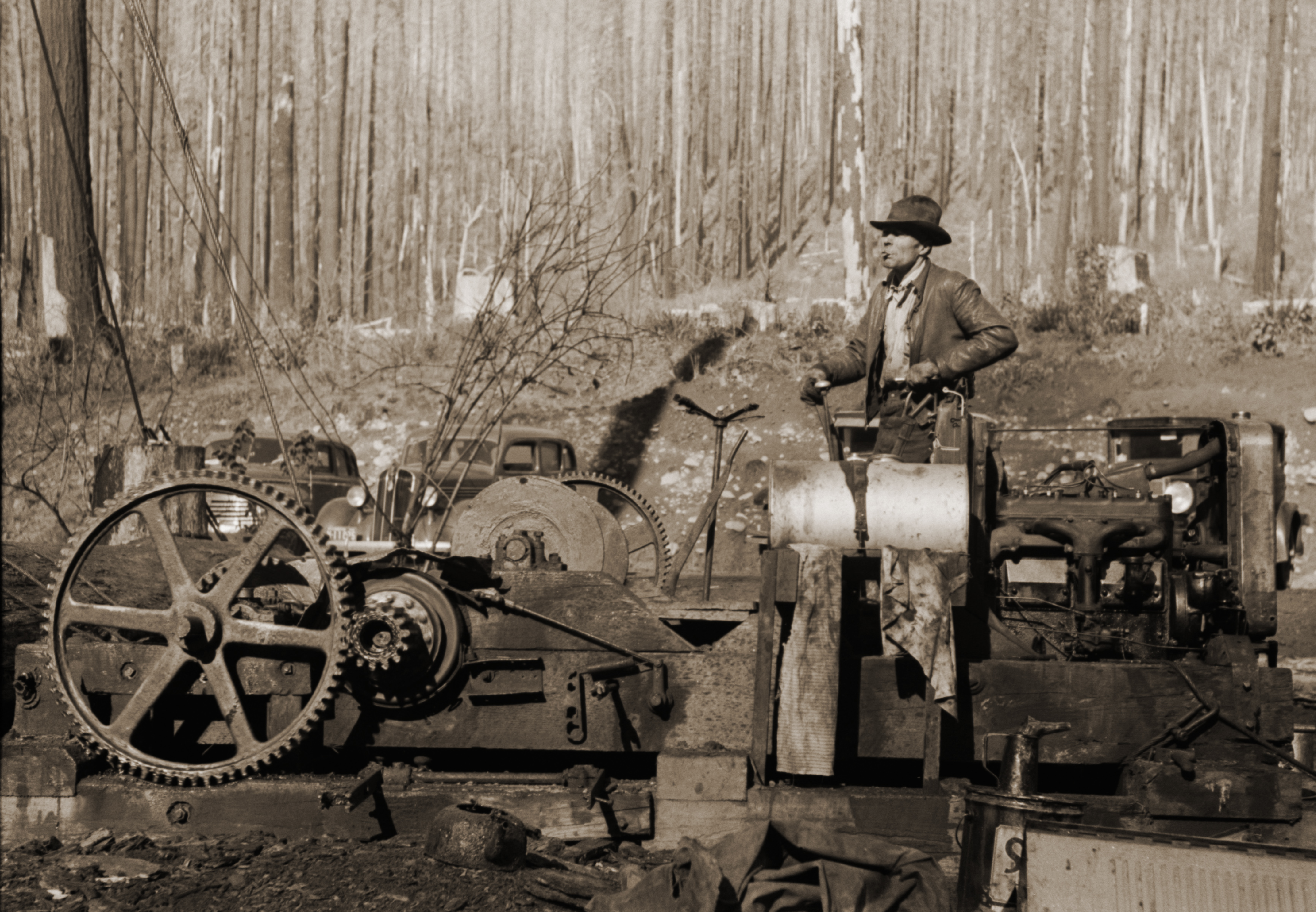
Un « donkey puncher » dans une exploitation forestière gyppo dans le comté de Tillamook, en Oregon (Octobre 1941).

Un gyppo logger (parfois appelé "gypo logger") est un bûcheron ou ouvrier forestier qui exécute ou travaille dans le contexte d'une exploitation forestière à petite échelle qui est indépendante d’une scierie ou d’une entreprise de sciage. Le système gyppo est l’un des deux principaux schémas de l’organisation de la main-d’œuvre forestière dans le Nord-Ouest Pacifique aux États-Unis, l’autre étant la "company logger". Les ouvriers forestiers de gyppo ont été à l'origine fustigé par l'Industrial Workers of the World (IWW) comme briseurs de grèves. 
La création d'un syndicat d'entreprise parrainé par le gouvernement, la Loyal Legion of Loggers and Lumbermen, eut pour conséquence d'affaiblir l'influence de l'IWW sur l'industrie forestière, et les gyppos furent considérés comme une composante de l'industrie du bois dans un contexte moins chargé d'idéologie. 

## Étymologie et contexte

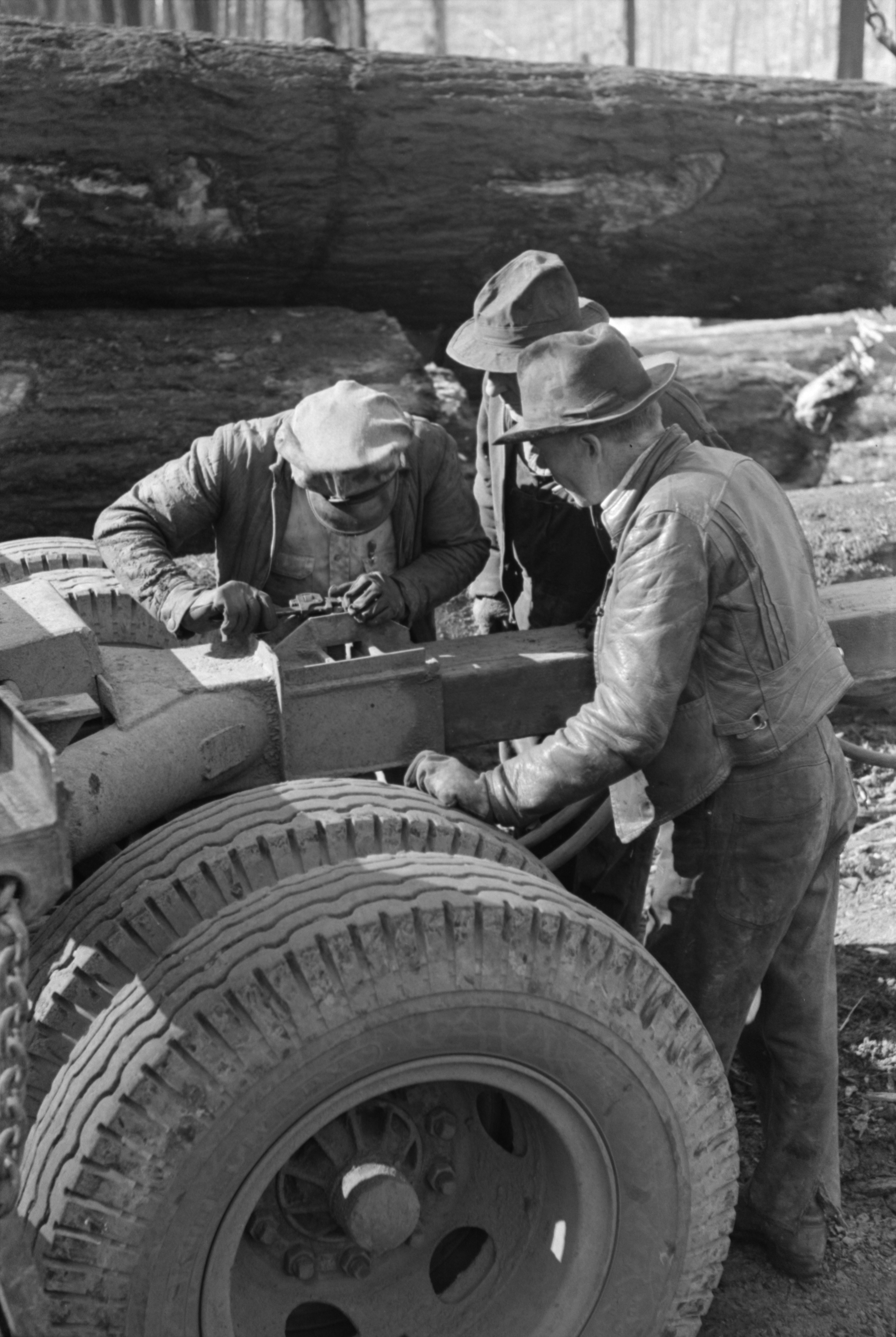
Équipe gyppo, comté de Tillamook, Oregon, octobre 1941

Le terme est spécifique du Northwest. Son étymologie est certainement irrécupérable aujourd'hui. Selon EB Mittelman, il peut provenir du mot grec signifiant vautour  ou simplement du mot gypsy. Dans les deux cas, note Mittelman, « it has something of the cunning or predacious in it », il y a dans le mot quelque chose de fourbe ou de prédateur. L'étymologie grecque est donné pour plausible par le fait que les grandes entreprises du bois ont essayé d'utiliser les travailleurs grecs, qui ne coopéreraient pas, pour briser une grève organisée par le IWW à Everett, Washington en 1917. 
Le terme "gyppo" était généralement préfixé pour former des surnoms parmi les bûcherons, par exemple "Gyppo Jake". Le mot fut introduit par l'IWW pour dénigrer  les briseurs de grève et autres bûcherons qui ont contrecarré leurs efforts de syndicalisation. L’IWW emploie actuellement ce terme pour faire référence à « Any piece-work system; a job where the worker is paid by the volume they produce, rather than by their time », tout système de travail à la pièce; un travail dans lequel le travailleur est payé en fonction du volume produit, plutôt que de son temps. Mittelman cite un éditorial de l'Industrial Worker sur le sujet: 

« At present the master class of capitalists call it 'contract labor,' 'piece work,' and other fancy names...For us, the proletarians, it is 'gyppoing' and it means all that the name connotes.  The gyppo is a man who 'gyps' his fellow workers and finally himself, out of the fruits of all our organized victories in the class war. »

« À l'heure actuelle, la classe de maîtres capitalistes l'appelle « travail contractuel », « travail à la pièce » et autres noms fantaisistes… Pour nous, les prolétariens, c'est gyppoing et cela signifie tout ce que le nom évoque. Le gyppo est un homme qui gyps ses collègues et finalement lui-même, à partir des fruits de toutes nos victoires organisées dans la guerre de classes. »
Le terme a perdu l'essentiel de sa connotation railleuse après le déclin de l'influence des IWW dans l'industrie du bois d’œuvre.

## Le système gyppo

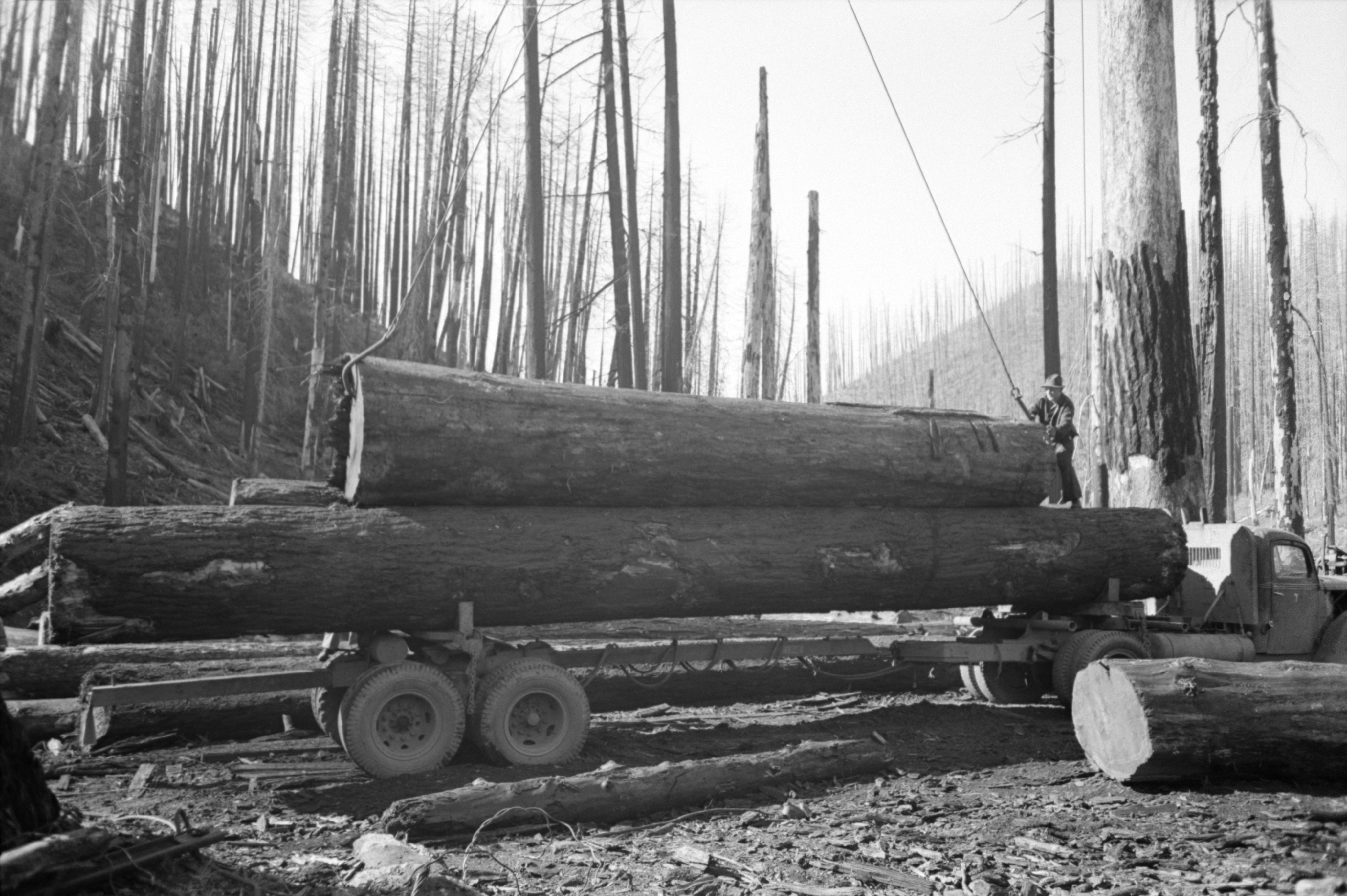
Chargement des grumes sur le camion pour le transport à l'usine. Exploitation forestière gyppo, comté de Tillamook, Oregon, octobre 1941

Le terme « gyppo logger » s'oppose à « company logger », qui est employé par une entreprise de sciage ou une scierie à salaire horaire ou journalier et affilié généralement à un syndicat. Les gyppos, pour leur part, travaillent pour eux-mêmes, ont des activités économiquement marginales et emploient une petite équipe à prix fixe  bien qu’ils travaillent occasionnellement pour des scierie à forfait, ou à la tâche. 
L'IWW a introduit le terme « gyppo » pendant la grève infructueuse du Nord-Ouest Pacifique de 1917-8, pour la journée de huit heures pour les bûcherons, mais sans aucun doute des gyppos existaient avant 1917. Parce que la grève a échoué, après que les bûcherons soient retournés au travail, l'IWW a appelé à une grève perlée. Cette tactique a été si efficace que les propriétaires des entreprises ont mis en place un barème de rémunération à la pièce ou à la tâche. Le bois de pin dans le nord-ouest du Pacifique est relativement petit et une grande partie se trouve sur les terres du gouvernement (interdiction d'utiliser les chemins de fer pour transporter des grumes). Ainsi, les conditions facilitent le bûcheronnage employant de petites équipes et des machines portables. 
Les développements technologiques postérieurs à la Seconde Guerre mondiale ont rendu le gyppo encore plus rentable, en particulier avec l’invention des tronçonneuses à essence suffisamment légères pour être utilisées par une seule personne et l’utilisation de moteurs diesel pour alimenter des treuils à vapeur (donkeys, qui étaient auparavant alimentés à la vapeur). Ces derniers gyppos ont également tiré parti de l’accessibilité économique croissante des équipements industriels légers, tels que les camions et les tracteurs Caterpillar, et ont généralement fait appel à la main-d’œuvre familiale pour maintenir la viabilité économique de leurs activités. 
Selon William Robbins, écrivant sur le boom du bois d’après-guerre dans la région de la baie de Coos en Oregon,

« The immediate postwar years in southwestern Oregon were the heyday of the storied gyppo logging and sawmill operator—the hardy individual who worked on marginal capital, usually through subcontracts with a major company or broker, and whose equipment was invariably pieced together with baling wire. »

Les années d'après-guerre dans le sud-ouest de l'Oregon constituent l'apogée du légendaire bûcherons et exploitant de scieries gyppos - l'individu robuste qui travaillait sur des capitaux marginaux, généralement par le biais de sous-contrats avec une grande entreprise ou un courtier, et dont le matériel était invariablement reconstitué avec du fil de fer de cerclage.
Au milieu des années 1950, la surextraction du bois a commencé à réduire la valeur économique de l’exploitation gyppo. Dans les années 1970, la réglementation environnementale et d’autres changements économiques survenus dans le secteur de l’exploitation forestière avaient entraîné la faillite de nombreux exploitants gyppo. Au début du XXIe siècle, les bûcherons de gyppo ont été décrits comme « une espèce en voie de disparition ». 

## Voir également
- Sometimes a Great Notion